# Paris-Willouby
Pour plus de détails, voir Fiche technique et Distribution.
Paris-Willouby est une comédie dramatique française réalisée par Quentin Reynaud et Arthur Delaire et sortie en 2015.

## Synopsis
Une famille recomposée embarque dans un monospace pour aller à des funérailles. Peu à peu les tensions remontent à la surface...

## Fiche technique
- Titre : Paris-Willouby
- Réalisation : Quentin Reynaud et Arthur Delaire
- Scénario : Quentin Reynaud et Arthur Delaire avec la collaboration de Baya Kasmi
- Musique : Gush
- Montage : Anita Roth
- Photographie : Yannick Ressigeac
- Costumes : Emmanuelle Youchnovski
- Décors : Vincent Deleforge
- Production : Xavier Rigault, Philippe Logie et Marc-Antoine Robert
- Sociétés de production : 2.4.7 Films, Mars Films, Panache Productions, La Compagnie Cinématographique, VOO, BE TV, RTBF
  - Soutien à la production : OCS, Ciné+, SOFICA et du Centre du Cinéma et de l'Audiovisuel de la Fédération Wallonie-Bruxelles
- Société d'effets visuels : WIP Studio
- Lieux de tournage : Eglise de Bessancourt (Val-d'Oise), Agnetz (Oise), Château-Thierry, May-en-Multien, Crouy-sur-Ourcq, Yvelines, Saint-Michel-sur-Orge, Villiers-sur-Marne
- Distribution : Mars Distribution
- Pays d'origine :  France
- Langue originale : français
- Durée : 83 minutes
- Format : couleur, 2.35:1
- Budget : 4 millions d'euros
- Genre : comédie dramatique
- Dates de sortie :
  - France : 20 janvier 2016

## Distribution
- Isabelle Carré : Claire Lacourt
- Stéphane De Groodt : Maurice Guilby
- Alex Lutz : Marc Lacourt
- Joséphine Japy : Lucie Guilby
- Solal Forte : Alexandre Le Tallec
- Aminthe Audiard : Prune Guilby
- Jennifer Decker : Angélique
- Daniel Hanssens : le VP des Ressources Humaines
- Guy Marchand : un policier
- Jean-Benoît Ugeux : le prêtre
- Philippe Vieux : l'homme déguisé
- Stéphane Reynaud : le chef de gare
- Un enfant joueur de rugby
- Maëva Youbi : Julie Duché
- Julia Malinbaum : la vendeuse de la station-service
- Arthur Delaire : le réceptionniste de l'hôtel
- Claire Viville : la cliente du pub
- Quentin Reynaud : le jeune policier

## Box-office
- France : 78 523 entrées[1]